# ウィルバー・フィスク

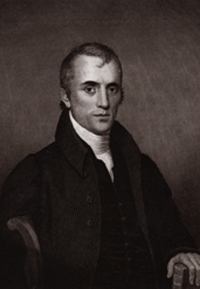
ウィルバー・フィスク

ウィルバー・フィスク（英: Willbur Fisk、1792年8月31日 - 1839年2月22日）は、アメリカ合衆国の教育者である。コネチカット州にあるリベラル・アーツ・カレッジのウェズリアン大学の創始者。神学者としても名高い。
バーモント州ギルフォードに生まれた。ブラウン大学で学び（1815年卒）、法律事務所で働いた。その後教育者、神学者への道を歩み、1831年に前述のウェズリアン大学を設立した。その後1839年にこの世を去るまで初代学長をつとめた。